# 突击第2集团军
突击第2集团军（俄语：2-я Ударная армия）是苏联陆军第二次世界大战期间的一个军，成立于1941年，知名司令为安德烈·安德烈耶维奇·弗拉索夫和伊万·伊万诺维奇·费久宁斯基。柳班战役和西尼亚维诺攻势时两次被德军击败。弗拉索夫被俘虏。